# انتفاضة غيتو بياليستوك
انتفاضة غيتو بييستوك انتفاضة في حي بييستوك اليهودي ضد سلطات الاحتلال الألمانية النازية خلال الحرب العالمية الثانية. بدأت الانتفاضة في ليلة 16 أغسطس 1943 وكانت ثاني أكبر انتفاضة في الحي اليهودي نظمت في بولندا التي احتلها النازيون بعد انتفاضة غيتو وارسو في الفترة من أبريل إلى مايو 1943. كان يقودها المنظمة العسكرية المناهضة للفاشية ( Antyfaszystowska Organizacja Bojowa )، وهي فرع من كتلة وارسو المناهضة للفاشية.
بدأت الثورة بعد الإعلان الألماني عن عمليات الترحيل الجماعي من الحي اليهودي. كان الهدف الرئيسي هو كسر الحصار الألماني والسماح لأكبر عدد من اليهود بالفرار إلى غابة Knyszyn ( Knyszyński ) المجاورة. هاجمت مجموعة من حوالي 300 إلى 500 مسلح مسلحين بـ25 بندقية و100 مسدس وكذلك قنابل مولوتوف محلية الصنع القوة الألمانية والحقت بها خسائر كبيرة في الأرواح. تمكن عشرات المقاتلين من اختراق غابة Knyszyn ودخولها حيث انضموا إلى مجموعات حرب العصابات الأخرى.  

## خلفية
تم إنشاء غيتو بياليستوك من قبل ألمانيا النازية في بولندا المحتلة بعد فترة وجيزة من الغزو الألماني للاتحاد السوفيتي. في فبراير 1943، وقعت أول موجة من عمليات الترحيل الجماعي إلى معسكر الإبادة في تريبلينكا،  نظمت في جميع أنحاء أكتيون راينهارد. تمت محاولة التصفية النهائية للحي اليهودي في 16 أغسطس 1943 من قبل أفواج قوات الأمن الخاصة الألمانية المعززة من قبل المساعدين الأوكرانيين والبيلاروسيين واللاتفيين («هيوي»)،  والمعروفيين باسم «رجال ترونيكي».

## الانتفاضة
في ليلة 16 أغسطس 1943، بدأ عدة مئات من اليهود البولنديين انتفاضة مسلحة ضد القوات التي تقوم بتصفية الحي اليهودي.  كان المسلحون بقيادة مردخاج تينينباوم ودانييل موسكوفيتش مسلحين بمدفع رشاش واحد وبنادق وعشرات المسدسات وقنابل المولوتوف. كما هو الحال مع انتفاضة غيتو وارسو السابقة التي تم إخمادها في مايو 1943، لم يكن لدى انتفاضة بياليستوك أي فرص للنجاح العسكري. ومع ذلك، كان ينظر إليها على أنها وسيلة للموت أثناء القتال وليس في المعسكرات الألمانية. كان قائد شباب بيتار هو اسحق فلايشر،  كما تم تهجئتها Fleisher،  أو Berl Fleischer وفقًا لمصدر مختلف.

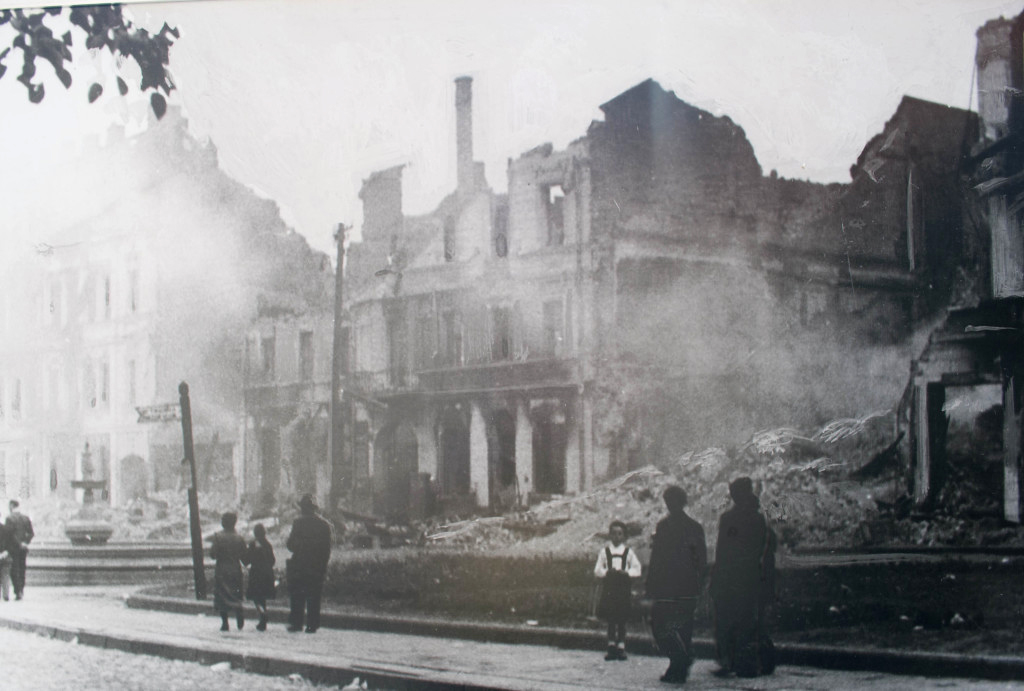
أطلال المشتعلة في بياليستوك (أغسطس 1943)

واستمرت المعارك في جيوب معزولة للمقاومة لعدة أيام، ولكن تم كسر الدفاع على الفور عندما تم إرسال دبابة إلى الحي اليهودي من جروبنفهرر أوديلو غلوبوكنيك.  أشعل الجنود الألمان النار في المنطقة. انتحر قادة الإنتفاضة بعد نفاد مستودعاتهم من الذخيرة. وعلى الرغم من التمرد، ذهبت خطط الترحيل إلى معسكرات الإعتقال ومعسكرات الإبادة قدما في 17 أغسطس 1943 دون أي تأخير.  وتم إقتياد حوالي 10000 يهودي إلى قطارات المحرقة وإرسالهم إلى مخيمات في تريبلينكا ومايدانيك وأوشفيتز.  تم إرسال 1200 طفل إلى معسكر الاعتقال في تريزنشتات ثم إلى أوشفيتز. 
تمكن عشرات من المقاتلين من اختراق الغابات المحيطة ببياليستوك حيث انضموا إلى الوحدات الحزبية في أرميا كراجوا ومنظمات أخرى ونجوا من الحرب. تشير التقديرات إلى أنه من بين حوالي 60 ألف يهودي كانوا يعيشون في بياليستوك قبل الحرب العالمية الثانية، لم ينج منهم سوى مئات الآلاف من الهولوكوست.